# Charlach Mackintosh
Charlach Rob Douglas Mackintosh (* 1. Juni 1935 in London; † 8. August 2019 in Calgary, Kanada) war ein britischer Skirennläufer.

## Biographie
Charlach Mackintosh entstammt einer sportlichen Familie. Sein Vater Chris Mackintosh war unter anderem als Bobsportler und Weitspringer aktiv, seine Geschwister Vora, Sheena und Douglas Mackintosh waren ebenfalls als Skirennläufer aktiv.
Charlach nahm 1956 und 1960 an den Olympischen Winterspielen teil, wobei er sein bestes Ergebnis 1956 mit Rang 30 in der Abfahrt erzielte.

## Erfolge

### Olympische Winterspiele
- Cortina d’Ampezzo 1956: 30. Abfahrt
- Squaw Valley 1960: 35. Abfahrt, DSQ Riesenslalom

### Weltmeisterschaften
- Cortina d’Ampezzo 1956: 30. Abfahrt
- Squaw Valley 1960: 35. Abfahrt, DSQ Riesenslalom